# The Unraveling (Dir En Grey)
THE UNRAVELING è un mini-album della band giapponese Dir En Grey pubblicato il 3 aprile 2013. L'album contiene una canzone inedita, "Unraveling", e nuove registrazioni di canzoni già conosciute e presenti negli album precedenti della band, ma da un sound più heavy. L'album è uscito in 3 edizioni, la Regular Version, la Initial Limited Edition e la Limited Order-Only Deluxe Version.

## Tracce Regular Version
1. Unraveling – 4:42
2. KARMA – 3:42
3. KASUMI – 4:08
4. KARASU – 5:36
5. Bottom of the death valley – 6:24
6. Unknown.Despair.Lost – 4:47
7. THE FINAL – 4:15

## Tracce Initial Limited Version
DISC 1: CD
1. Unraveling – 4:42
2. KARMA – 3:42
3. KASUMI – 4:08
4. KARASU – 5:36
5. Bottom of the death valley – 6:24
6. Unknown.Despair.Lost – 4:47
7. THE FINAL – 4:15

DISC 2: DVD
1. THE UNRAVELING (Scenes From Recording) – 16:40

## Tracce Limited Order-Only Deluxe Version
DISC 1: CD
1. Unraveling – 4:42
2. KARMA – 3:42
3. KASUMI – 4:08
4. KARASU – 5:36
5. Bottom of the death valley – 6:24
6. Unknown.Despair.Lost – 4:47
7. THE FINAL – 4:15

DISC 2: CD
1. MACABRE – 16:18
2. Unraveling (Unplugged Ver.) – 5:03
3. THE FINAL (Unplugged Ver.) – 5:50

DISC 3: DVD
1. RINKAKU (Shot In One Take) – 6:10
2. Kiri To Mayu (Shot In One Take) – 4:10
3. Shitataru Mourou [Live] *Live Take at TOKYO INTERNATIONAL FORUM HALL A on December 25, 2012 – 4:18
4. Juuyoku [Live] *Live Take at TOKYO INTERNATIONAL FORUM HALL A on December 25, 2012 – 3:45
5. INTERVIEW ON THE UNRAVELING
6. THE UNRAVELING (Scenes From Recording) – 16:40